# Aspiranții la comandă (Star Trek: Generația următoare)
The Ensigns of Command este cel de-al doilea episod al celui de-al treilea sezon al serialului științifico-fantastic „Star Trek: Generația următoare”, cel de-al 50-lea episod, difuzat pe 2 octombrie 1989.

## Prezentare
În acest episod, comandantul Data (Brent Spiner) trebuie să convingă o colonie reticentă de peste 15.000 de oameni să se pregătească pentru evacuare imediată, în timp ce căpitanul Picard (Patrick Stewart) încearcă să negocieze o amânare de trei săptămâni a colonizării planetei de către extratereștrii, colonizare care este programată a începe în patru zile în urma căreia ar ștearsă orice prezență umană.

## Povestea
Nava stelară a Federației Enterprise, sub comanda căpitanului Jean-Luc Picard (Patrick Stewart), primește un mesaj automatizat de la enigmaticul Sheliak: îndepărtați oamenii de pe planeta Tau Cygni V în patru zile. Sheliak este o specie non-umanoidă, care nu ține cont de viața umană și care ar extermina orice om care se găsește în calea sa. Mesajul lor este trimis numai din cauza obligației care le revine în temeiul unui tratat cu Federația de a-și notifica intenția de colonizare înainte de a întreprinde acțiuni ulterioare.
Nu există nici o înregistrare a unei nave de colonizare a Federației care să fie trimisă acolo, deoarece conține niveluri de radiații hiperonice letale pentru oameni, ceea ce nu explică de ce mesajul trimis de Sheliak. Enterprise sosește în sistem pentru a găsi ceea ce pare a fi o colonie mică la suprafață. Al doilea ofițer, androidul Lt. Cmdr. Data (Brent Spiner), ia o navetă pentru a se deplasa pe planetă pentru a coordona evacuarea, deoarece este singurul membru al echipajului neafectat de radiație. Odată ce ajunge acolo, el constată că citirile senzorilor au fost incorecte. El este informat de localnicii Haritath (Mark L. Taylor) și de Kentor (Richard Allen) că acolo este o colonie de 15.253 de persoane, descendenții navei de colonizare Artemis, care a fost lansată cu 92 de ani în urmă. Strămoșii coloniștilor au găsit un mijloc de a supraviețui în interiorul radiațiilor, dar au suferit inițial pierderi de vieți omenești înainte de a se găsi o apărare eficientă.
Deși în mod obișnuit ar fi o chestiune simplă de a transporta coloniștii de pe planetă, radiația hiperonică face ca transportatorul să fie inutili. Din această cauză, o evacuare completă a planetei ar dura aproximativ trei săptămâni, iar Sheliak nu dorește să dea Federației un timp suplimentar după cele trei zile cerute de tratat.
După ce a explicat situația și a fost respins de către liderul coloniei, Gosheven (Grainger Hines), Data se împrietenește cu o colonistă înțelegător pe nume Ard'rian (Eileen Seeley). Ea își exprimă interesul pentru Data ca android și îl invită la ea acasă, unde discută modalități de a convinge coloniștii să evacueze planeta. Ard'rian îl sărută pe Data. Când Data explică coloniștilor că ar trebui să fie evacuați înainte de distrugerea iminentă, Gosheven, vorbind pentru coloniști, refuză să plece, insistând că ei se vor proteja luptând.
Odată cu trecerea timpului, Picard și echipajul  de pe Enterprise încep să citească tratatul de 500.000 de cuvinte, sperând să găsească ceva ce poate fi folosit în avantajul lor.
Data înțelege că nu îi poate convinge prin persuasiune și următoarea lui acțiune ar fi un spectacol de forță. Modificându-și fazerul pentru a funcționa în atmosfera hiperonică, el atacă apeductul coloniștilor pentru a dovedi că sunt neajutorați în a se apăra. Când Data îi învinge cu ușurință pe coloniștii care păzesc apeductul, el subliniază că, dacă nu se pot apăra împotriva unei singure persoane cu un fazer, atunci nu sunt capabili nici să lupte împotriva rasei Sheliak, care probabil i-ar distruge prin bombardamente orbitale. Data avariază apoi sistemul de apeducte care este vital pentru supraviețuirea coloniei, convingându-i pe coloniști să evacueze planeta. Gosheven cedează cu reticență.
Înapoi pe Enterprise, Picard exploatează o lacună în tratat. El invocă o secțiune din tratat prin care solicită arbitrajul unor terți să soluționeze litigiul și îi numește ca arbitri rasa Grizzela, o specie care se află în ciclul de hibernare pentru încă șase luni. Picard oferă rasei Sheliak să aleagă: ori așteaptă 6 luni pentru ca Grizzela să iasă din hibernare sau să acorde Federației trei săptămâni pentru a evacua colonia. Surprinși de această alegere, Sheliak acordă Federației trei săptămâni.
În momentul în care Data se pregătește să părăsească colonia în navetă, Ard'rian vine să-și ia rămas bun. Îl întreabă pe Data dacă are vreun sentiment în legătură cu ce s-a întâmplat, iar Data spune că nu. Apoi îl sărută pe Ard'rian. În afara sărutului, Data o părăsește pe Ard'rian într-o manieră rece și se întoarce pe Enterprise.
La bordul Enterprise, Picard comentează despre interpretarea oferită de Data la un concert clasic înainte de misiunea sa cu coloniștii umani. Picard îi spune lui Data că interpretarea pe care a făcut a fost făcută cu suflet, iar Data îi amintește lui Picard că el nu are sentimente. Picard spune că acest lucru este greu de crezut, observând contopirea a două stiluri muzicale foarte diferite în interpretarea sa care sugerează o creativitate reală. În acel moment, și în reflectarea evidentă a soluției recente a problemei coloniei, Data recunoaște că a devenit mai creativ când este necesar.

## Vezi și
- 1989 în științifico-fantastic